# Паганини, Лучано
Лучано Паганини (итал. Luciano Paganini; род. 8 июля 1947, Болонья) — итальянский футболист, левый атакующий полузащитник.

## Биография
Играл в футбол на позиции левого атакующего полузащитника. Первые два года карьеры провёл в «Болонье» в Серии А, однако не закрепился в составе: в сезоне-1965/66 провёл 1 матч, забил 1 гол, в сезоне-1966/67 сыграл в 3 поединках.
Следующие три года отыграл в командах Серии B. В сезоне-1967/68 провёл 17 матчей и забил 2 мяча за «Лекко», в сезоне-1968/69 на его счету 17 поединков и 1 гол в составе «Бари», в сезоне-1969/70 7 раз вышел на поле в составе «Чезены».
В 1970—1973 годах выступал в Серии C за «Парму», провёл 46 матчей, забил 6 мячей. В сезоне-1972/73 поднялся с «Пармой» в Серию B.
В 1973—1975 годах играл за «Судзару» в Серии D.